# Pel Maoudé
Pel Maoudé è un comune rurale del Mali facente parte del circondario di Koro, nella regione di Mopti.
Il comune è composto da 9 nuclei abitati:
- Andiama
- Baraniogolé
- Birga Dogon
- Guindourou
- Ongo
- Pel (centro principale)
- Sogourou Pen
- Temegolo
- Timessogou